# Dartmouth College
Dartmouth College es una universidad privada ubicada en Hanover, Nuevo Hampshire, Estados Unidos. Pertenece a la Ivy League y es una de las ocho universidades americanas fundadas por los británicos antes de la Revolución Americana.
Además de sus tradicionales programas de pregrado en artes liberales, Dartmouth dispone de prestigiosas escuelas de posgrado en medicina, ingeniería y administración y dirección de empresas, así como 19 programas de posgrado en artes, humanidades y ciencias. Con un total de 5848 alumnos, Dartmouth es la más pequeña de las universidades de la Ivy League. Académicamente está catalogada como una de las mejores universidades del mundo; e incluso hay fuentes que la llegan a acreditar como la institución donde mejor se prepara a los estudiantes para el mundo exterior en términos de pregrados. Entre sus alumnos más reconocidos se encuentran los presidentes de compañías como Hasbro, IBM y General Electric. Por último, algunos estudios indican que las personas graduadas de Dartmouth College tienen un salario promedio más alto que los egresados en cualquier otra universidad de los Estados Unidos, incluidas Harvard, Stanford o Yale.[cita requerida]
Fundada en 1769 por el clérigo británico Eleazar Wheelock con fondos obtenidos por el predicador Samson Occom, la misión inicial de la universidad era proporcionar educación y al mismo tiempo cristianizar a los nativos americanos. Después de un largo período de luchas políticas y financieras, Dartmouth surgió de una relativa oscuridad a finales del siglo XIX como una de las mejores universidades de Estados Unidos y del mundo. En 2004, Booz Allen Hamilton seleccionó Dartmouth College como un modelo de perdurabilidad institucional "cuyos efectos han proporcionado muy positivos beneficios para todas las organizaciones de América". Claramente el modelo de universidad que representa Dartmouth aúna la tradición clásica de la educación liberal (liberal college) con las ventajas de una universidad pionera en la investigación y desarrollo en innumerables campos de la ciencia.
Dartmouth se encuentra en una zona rural de 269 acres (1,1 km²) ubicada en la parte alta del valle del río Connecticut en el estado de Nuevo Hampshire. Debido a la ubicación aislada de la Universidad, la participación en atletismo y sistema de fraternidades es una de las mayores de entre las universidades de los Estados Unidos. Dartmouth cuenta con 34 equipos de deporte universitario y compite en el Ivy League. 
La Universidad es conocida por la preservación de una gran variedad de tradiciones y por sus numerosos destacados exalumnos. Una lista que incluye tres premios Nobel, ocho premios Pulitzer, y una larga lista de destacadas figuras de la política y los negocios en EE. UU., entre los que destacan el ex-Secretario del Tesoro Timothy F. Geithner, el ex-Secretario del Tesoro Henry Paulson, el ex-Secretario del Tesoro Salmon P. Chase, prominentes hombre de Estado como el conocido político y Ex-Vicepresidente de los Estados Unidos Nelson Rockefeller y el ex-Secretario de Estado Daniel Webster

## Historia
Dartmouth se enorgullece de ser una de las universidades más antiguas en los Estados Unidos, ocupando la posición número nueve. Fue fundada en el año 1769 por el clérigo de la Iglesia congregacional Eleazar Wheelock para la instrucción de jóvenes de las tribus indígenas, jóvenes ingleses y otros.
El 13 de diciembre de 1769, el Rey Jorge III del Reino Unido aprobó el establecimiento de la institución académica otorgándole el nombre de Dartmouth College en recuerdo de su amigo William Legge, 2º conde de Dartmouth.
Dartmouth, reconocida como un bastión conservador de la aristocracia estadounidense y dentro del resto de universidades norteamericanas, se transformó en 1972 cuando se permitió por primera vez la matriculación de mujeres como estudiantes. Antes de esta fecha Dartmouth solo admitía a estudiantes varones.

## Aspectos académicos

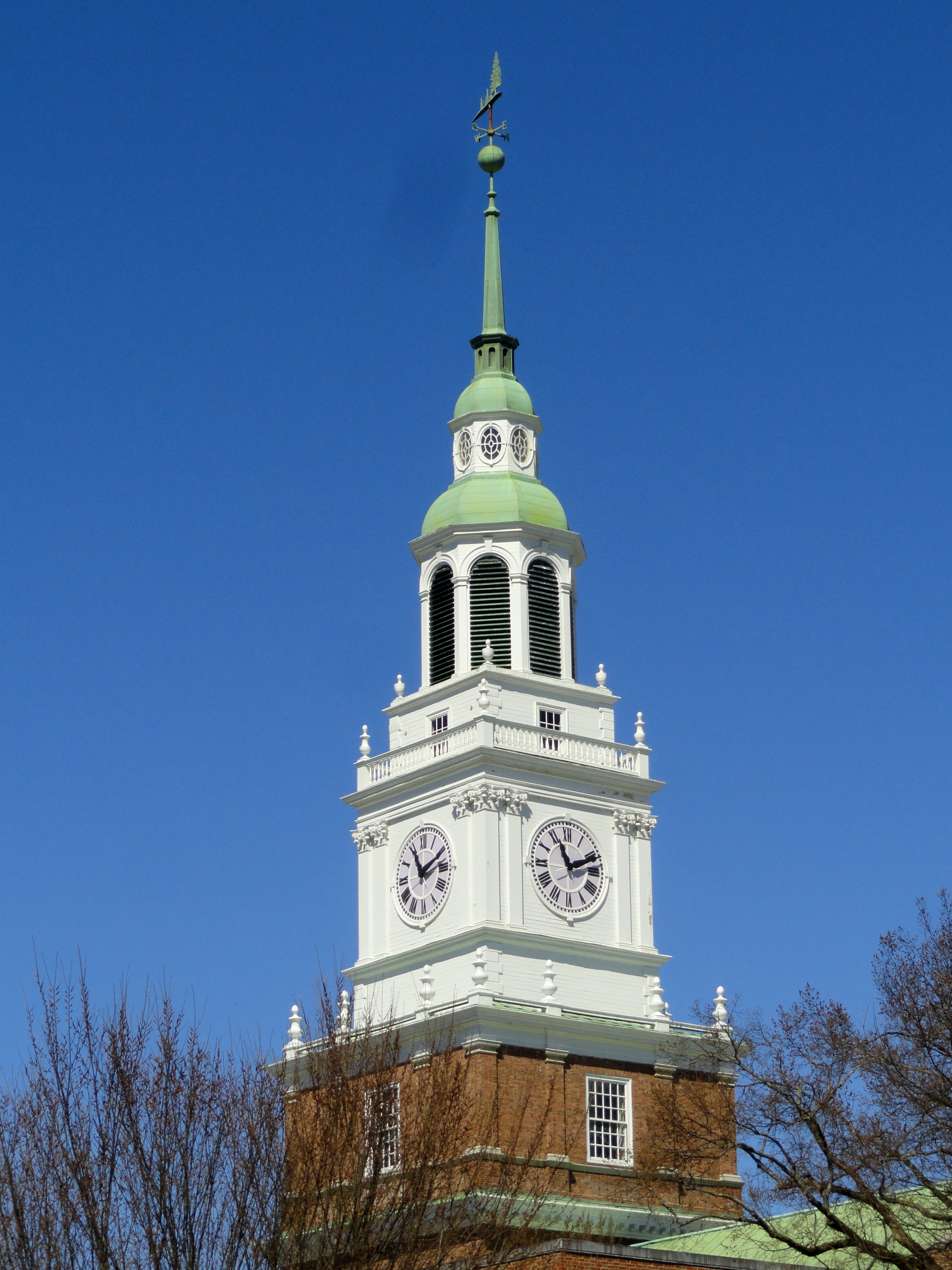
Biblioteca Conmemorativa Baker.

Dartmouth, una institución de artes liberales, ofrece una licenciatura de cuatro años de Artes y Licenciatura en Ingeniería acreditada por ABET a estudiantes de pregrado.
 La universidad tiene 39 departamentos académicos que ofrecen 56 programas importantes, mientras que los estudiantes son libres de diseñar carreras especiales o dedicarse a las carreras duales.
 Para la clase graduada de 2017, los campos más populares fueron la economía, el gobierno, la informática, las ciencias de la ingeniería y la historia. El Departamento de Economía, cuyos destacados profesores incluyen a David Blanchflower y Andrew Samwick, también tiene la distinción como el programa de economía simple mejor clasificado del mundo.

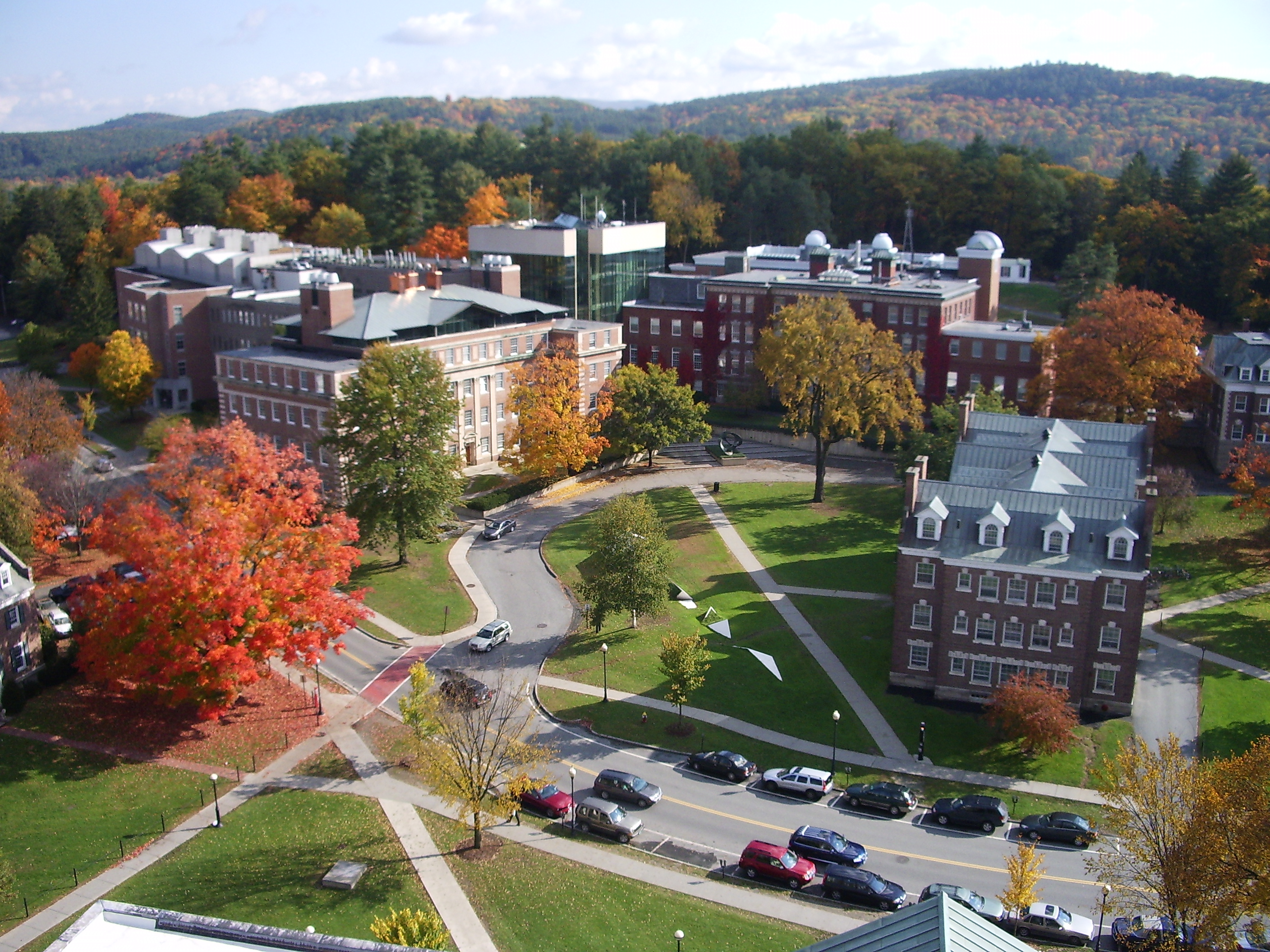
Vista del Campus Este de Baker Tower.

Para graduarse, un estudiante debe completar 35 cursos totales, ocho a diez de los cuales suelen ser parte de un programa importante elegido. Otros requisitos para la graduación incluyen la finalización de diez "requisitos distributivos" en una variedad de campos académicos, competencia en un idioma extranjero y la finalización de una clase de escritura y un seminario de primer año por escrito. Muchos departamentos ofrecen programas de honor que requieren que los estudiantes que buscan esa distinción participen en un "trabajo independiente y sostenido", que culmine en la producción de una tesis. Además de los cursos ofrecidos en Hannover, Dartmouth ofrece 57 programas fuera del campus diferentes, incluyendo programas de estudios extranjeros, programas de estudio de idiomas en el extranjero y programas de intercambio.

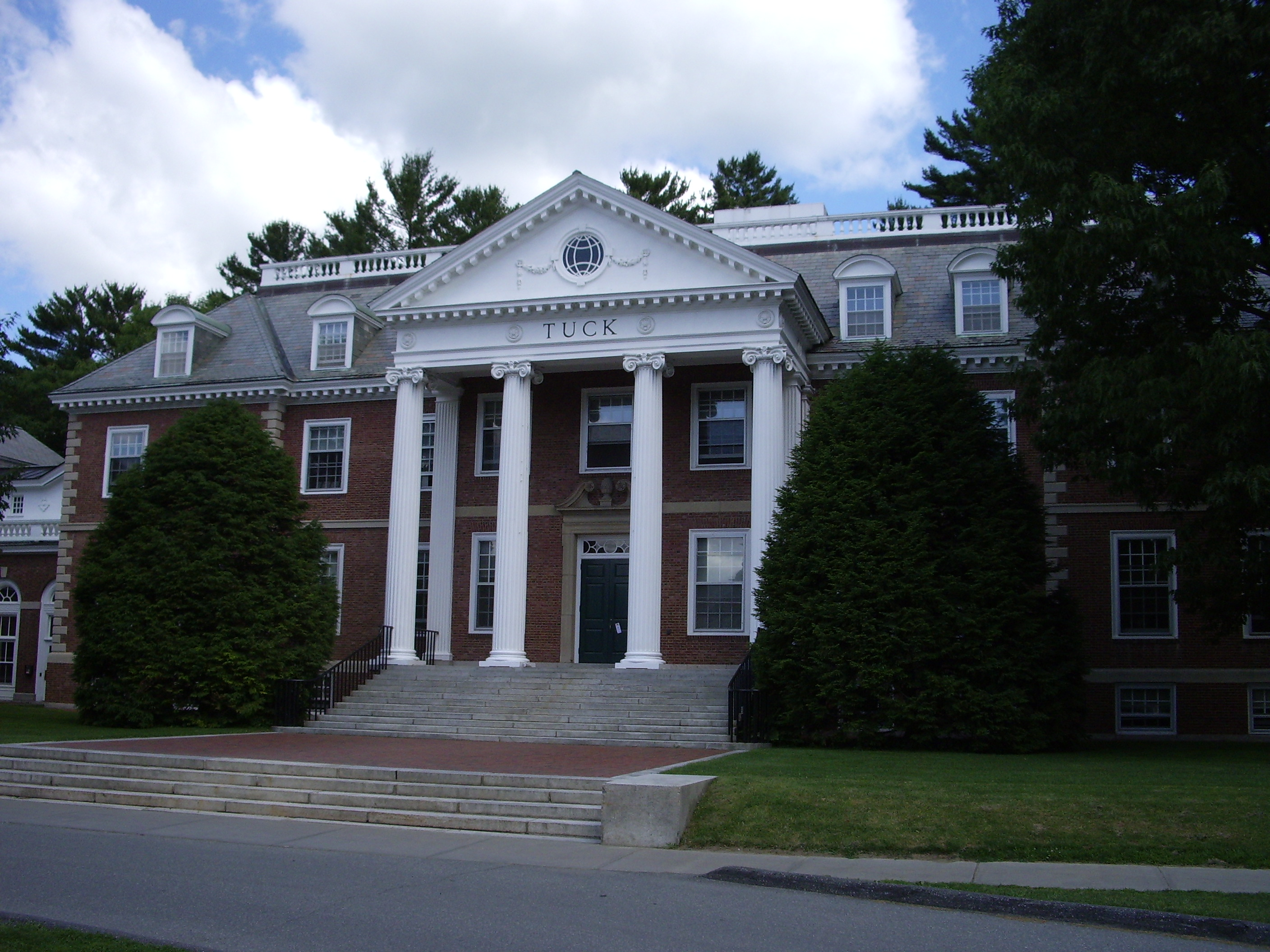
Tuck School of Business.

A través del programa de Estudios de Posgrado, Dartmouth otorga doctorado y maestría en 19 programas de posgrado de Artes y Ciencias. Aunque el primer posgrado, un doctorado en Clásicas, fue otorgado en 1885, muchos de los programas de doctorado actuales sólo existen desde la década de 1960. Además, Dartmouth alberga tres escuelas profesionales: la Escuela de Medicina Geisel (establecida 1797), la Escuela de Ingeniería de Thayer (1867) - que también sirve como el departamento de licenciatura en ciencias de la ingeniería y Tuck School of Business (1900). Con estas escuelas profesionales y programas de posgrado, el uso convencional de Estados Unidos le otorgaría a Dartmouth la etiqueta de "Dartmouth University"; sin embargo, debido a razones históricas y nostálgicas (como Dartmouth College frente a Woodward), la escuela utiliza el nombre de "Dartmouth College" para referirse a toda la institución.
Dartmouth emplea a un total de 607 miembros de la facultad, incluyendo la mayor proporción de profesoras titulares entre las universidades de la Ivy League y a la primera profesora de profesora de gestión de la carrera negra en ciencias de la computación en una universidad de la Ivy League, Temiloluwa Prioleau. Los miembros de la facultad han estado a la vanguardia de los principales desarrollos académicos como el Taller de Dartmouth, el Dartmouth Time Sharing System, Dartmouth BASIC y Dartmouth ALGOL 30. En 2005, los premios patrocinados por el proyecto a la investigación de la facultad de Dartmouth ascendieron a 169 millones de dólares.

Dartmouth fue miembro anfitrión de la University Press de Nueva Inglaterra, una prensa universitaria fundada en 1970 que incluía a la Universidad Brandeis, la Universidad de Tufts, la Universidad de New Hampshire y la Universidad del Noreste. La University Press of New England cerró en 2018. Con la excepción de los títulos de Dartmouth College Press, en 2021, Brandeis se convierte en el único propietario de todos los derechos de autor y títulos de UPNE.

## Insignias y otras representaciones

### Lema y canción
El lema de Dartmouth, elegido por Eleazar Wheelock, es Vox clamantis in deserto. El lema latino se traduce literalmente como "La voz de uno que clama en el desierto", pero se traduce más a menudo como "Una voz que clama en el desierto". La frase aparece cinco veces en la Biblia y es una referencia a la ubicación de la universidad en lo que alguna vez fue la frontera del asentamiento europeo. El "Men of Dartmouth" de Richard Hovey fue elegida como la mejor de las canciones de Dartmouth en 1896, y se convirtió en la canción oficial de la escuela en 1926. La canción fue rebautizada como "Alma Mater" en la década de 1980 cuando se cambió la letra para referirse tanto a mujeres como a hombres.

## Peculiaridades
El color oficial de Dartmouth es el verde; su apodo es "El Gran Verde" (The Big Green en inglés). El lema de Dartmouth en latín es "Vox Clamantis in Deserto". Antiguos alumnos famosos de esta institución incluyen a Daniel Webster (1801), el poeta Robert Frost (1896), el biólogo E.E. Just (1907), Theodor "Dr. Seuss" Geisel (1925), el vicepresidente Nelson Rockefeller (1930), el antiguo Cirujano General C. Everett Koop M.D. (1937), el conductor de televisión Fred Rogers (1946), el antiguo Secretario del Trabajo de Robert Reich (1968) y la escritora Louise Erdrich (1976). Otra famosa antigua alumna de esta universidad es Shonda Rhimes, creadora de Anatomía de Grey, cuya protagonista, Meredith Grey, ha sido definida por ella misma como su alter ego, y, por lo tanto, en la ficción Meredith también estudio en Dartmouth.
En la película Superbad (2007), se menciona a Dartmouth como la universidad donde estudiarán Evan (Michael Cera) y Fogell (Christopher Mintz-Plasse) después de la secundaria. En la novela El padrino, de Mario Puzo, se menciona Darmouth como la universidad donde estudió su protagonista, Michael Corleone, antes de alistarse para combatir en la II Guerra Mundial.